# 防空軍
防空軍（ぼうくうぐん）は、主として国土防空任務を司る軍隊である。一般に防空部隊の俗称として使われる他、旧東側諸国を中心に実際にこのような名称の軍種を編制した国家もあった。なお、用語としては「防・空軍」ではなく「防空・軍」である。前者であるとの誤解から、しばしば空軍と混同されることがある。また、資料によっては「国防軍」と誤訳していることもある。

## 経緯
防空任務を空軍が担っている国家が多いが、防空任務のみを専属に行う意味での「防空軍」の始まりは、東西冷戦時代のソ連から始まる。
ソ連の場合は国土が広く、しかも人口が密集する地帯はモスクワやハバロフスクなどごく一部であり、他は人もまばらで針葉樹林の生い茂るツンドラ地帯、あるいは山脈である。そのために北極海を越えてやってくるアメリカ空軍の爆撃機を探知するのは容易なことではなかった。地球は丸いため、地上1箇所に強力なレーダーを作ったところで、気候やレーダーの性能にもよるが、探知できる範囲は大体半径数百km圏内である。
そのため、侵入してくる西側の空軍機を探知するため、ソ連が防空任務に限り編成した軍隊が防空軍であった。誤解を恐れず言ってしまうと、空軍は戦闘（侵攻）専用の軍隊、防空軍はその名のとおり防空専用の軍隊であった。
なお、これに倣った（あるいはソ連の要望により編成された）ものが他国の防空軍である。

## 概要
ソ連を中心とする東側諸国では、ソ連で組織されたソ連防空軍(国土防空軍)を模範に原則として必ず防空軍が置かれた。ただし、国家規模の小さい国では空軍と一元化して「空軍及び防空軍」がおかれた場合もあった。防空軍は、ソ連の影響の強かった国の中でも特に東欧とアフリカ諸国で多く置かれた。
サウジアラビアのように旧西側諸国の影響が強い国でも一部で設置されている。
防空軍の主装備としては、冷戦時代後期には地対空ミサイルがその主兵装となった。それまでは、迎撃戦闘機も主兵装として運用されており、ソ連のように航空機を空軍や海軍へ移管した場合を除き、防空用の航空機はつねに防空軍の主兵装であり続けた。ただし、リビア防空軍のように地対空ミサイル及び対空砲のみのケースもある。
冷戦終結とソ連の崩壊後は、いくつかの国を除き基本的には防空軍は空軍へ統合される傾向が見られた。しかし、政治的な事情により防空軍の空軍への統合はスムーズに行われない場合も多かった。ロシア連邦では、ソ連8月クーデターで防空軍はクーデターを起こした保守派に加担したことからその政治的立場は著しく弱体化し、1998年にロシア空軍へ統合される形で消滅した。ウクライナなどその他の独立国家共同体諸国でも同様の傾向が見られた。珍しいのはカザフスタンで、同国では空軍は置かれず防空軍のみが存在している。旧ワルシャワ条約機構諸国でも防空軍は削減の対象となり、多くの国で空軍の一部門となった。

## 主な防空軍
- ソ連防空軍
- ウクライナ防空軍（2004年に空軍に統合）
- ベラルーシ空軍及び防空軍
- カザフスタン防空軍
- ポーランド空軍及び防空軍
- 国家人民軍航空軍及び防空軍
- ブルガリア空軍及び防空軍
- ユーゴスラビア空軍及び防空軍（英語版）
  -  スロベニア空軍及び防空軍（英語版）
  -  クロアチア空軍及び防空軍
  -  ボスニア・ヘルツェゴビナ空軍及び防空軍（英語版）
  -  セルビア空軍及び防空軍（英語版）
- アラブ首長国連邦防空軍
- サウジアラビア防空軍
- シリア防空軍（英語版）
- リビア防空軍
- アルジェリア国土防空軍（アラビア語版、英語版）
- エジプト防空軍（英語版）
- キューバ革命空軍及び防空軍
- イラン防空軍（英語版）（2008年に空軍より分割する形で編成）
- 朝鮮人民軍航空及び反航空軍
- ベトナム人民防空・空軍（現ベトナム人民空軍）